# 京都府道37号二条停車場東山三条線
京都府道37号二条停車場東山三条線（きょうとふどう37ごう にじょうていしゃじょうひがしやまさんじょうせん）は、二条停車場から京都府京都市東山区西海子町（東山三条交差点）に至る府道（主要地方道）である。

## 概要
別名、千本通 - 押小路通 - 堀川通 - 御池通 - 川端通 - 三条通。

### 路線データ
京都府告示に基づく起終点および経過地は次のとおり。
- 起点：二条停車場（京都府道111号二条停車場円町線・京都府道112号二条停車場嵐山線起点）
- 終点：京都市東山区西海子町（東山三条交差点、京都市道181号京都環状線起点、京都府道143号四ノ宮四ツ塚線交点）

## 歴史
本路線は、現行の道路法（昭和27年法律第180号）に基づく一般府道として、1959年（昭和34年）に京都府が初回認定した282路線の1つである二条停車場烏丸御池線ほかを前身としている。同法同法第56条の規定に基づき、1964年（昭和39年）の第2次主要地方道指定時に延長指定され、現在の二条停車場東山三条線として認定された。

### 年表
- 1959年（昭和34年）12月18日
京都府が一般地方道18号二条停車場烏丸御池線として府道認定[2][注釈 1]。
- 1964年（昭和39年）12月28日
建設省（当時）が府道二条停車場烏丸御池線、市道通線の一部、市道川端通線の一部を主要地方道二条停車場東山三条線として指定[3]。
- 1967年（昭和42年）2月10日
京都府が二条停車場烏丸御池線を廃止[4]するとともに、主要地方道37号二条停車場東山三条線として府道認定[1]。
- 1993年（平成5年）5月11日 - 建設省から、府道二条停車場東山三条線が二条停車場東山三条線として主要地方道に再指定される[5]。

## 路線状況

### 重複区間
- 京都府道111号二条停車場円町線（起点 - 京都市中京区西ノ京北聖町）
- 京都府道38号京都広河原美山線（京都市中京区池元町 - 京都市中京区押堀町）

## 地理

### 通過する自治体
- 京都市（中京区 - 左京区 - 東山区）

### 交差する道路
- 京都府道112号二条停車場嵐山線 千本通（京都市中京区西ノ京職司町、起点）
- 京都府道111号二条停車場円町線 千本通（京都市中京区西ノ京北聖町）
- 京都府道38号京都広河原美山線 堀川通（京都市中京区池元町・押堀町）
- 国道367号 烏丸通（京都市中京区虎屋町）
- 京都府道32号下鴨京都停車場線 河原町通 - 河原町御池（京都市中京区下丸屋町）
- 京都市道181号京都環状線（東大路通＝東山通）
- 京都府道143号四ノ宮四ツ塚線 東大路通＝東山通、三条通（京都市東山区西海子町、終点）

### 沿線にある施設など
- 西日本旅客鉄道（JR西日本）嵯峨野線、京都市営地下鉄東西線 二条駅
- 京都市立中京中学校
- 京都府立朱雀高等学校
- 二条城（世界遺産）
- 神泉苑
- 京都市営地下鉄東西線 二条城前駅
- 京都市中京消防署
- 京都市立京都御池中学校
- 京都市営地下鉄烏丸線・東西線 烏丸御池駅
- 中京郵便局
- 京都文化博物館
- 京都御池柳馬場郵便局
- 京都市役所
- 本能寺
- 京都市営地下鉄東西線 京都市役所前駅
- 京都ホテルオークラ
- 京都信用金庫 河原町支店
- 京都カトリック信愛幼稚園
- 高山彦九郎像
- 三条京阪（京阪電気鉄道本線 三条駅、京都市営地下鉄東西線 三条京阪駅）
- 京都三条大橋郵便局
- 滋賀銀行 東山支店
- 京都中央信用金庫 東山支店
- 京都市営地下鉄東西線 東山駅